# Baudouin d'Ibelin (mort en 1286)
Pour les articles homonymes, voir Baudouin d'Ibelin et Ibelin.
Baudouin d'Ibelin, né vers 1245 et mort fin 1286 ou début 1287, est un noble du royaume de Chypre issu de la Maison d'Ibelin. Il est le fils de Guy d'Ibelin, connétable de Chypre, et donc frère de la reine Isabelle d'Ibelin ainsi qu'oncle des rois de Chypre Jean Ier, Henri II, qu'il sert en tant que connétable et de bailli, et Amaury II.

## Biographie
En 1277, alors qu'il est connétable du royaume de Chypre, son frère Jean est assassiné par Nicolas l'Aleman, seigneur de Césarée, lors d'une querelle. En guise de représailles, Baudouin le tue, bien que ce dernier soit marié à une cousine éloignée, Isabelle d'Ibelin.
Le 24 juin 1286, le roi Henri II de Chypre, encore adolescent, prend la mer afin de revendiquer le royaume de Jérusalem et place sa flotte et ses chevaliers sous le commandement de son connétable Baudouin. Il est couronné roi de Jérusalem en août 1286 à Tyr puis se rend à Saint-Jean d'Acre avant de rentrer à Chypre en novembre 1286, laissant Baudouin en Terre sainte en tant que bailli.
Baudouin meurt avant janvier 1287, car à cette date le roi Henri II fait donner des messes pour le repos de son âme dans la cathédrale de la Sainte-Sagesse de Nicosie.

## Mariage et enfants
Baudouin d'Ibelin n'a pas d'union ou de descendance connue.